# Lejeunea dispar
Lejeunea dispar là một loài Rêu trong họ Lejeuneaceae. Loài này được (Jovet-Ast) R.M. Schust. mô tả khoa học đầu tiên năm 1962.